# Saint Patrick (Grenada)
Saint Patrick jest jedną z parafii Grenady. Znajduje się na północy kraju. Jej stolicą jest Sauteurs. Do parafii należy także kilka wysp Grenadyn:
- Ronde
- Caille
- Diamond
- Les Tantes
- Green
- Sandy
- Bird
- London Bridge